# フランス人がときめいた日本の美術館
『フランス人がときめいた日本の美術館』（フランスじんがときめいたにほんのびじゅつかん）（英題：The Art Lover's Guide to Japanese Museums）は、フランスの美術史家であるソフィー・リチャードが著した日本の美術館に関するガイドブック。

## 概要
フランス南東部・プロヴァンス出身の美術史家であるソフィー・リチャードは、10年の歳月をかけて日本の美術館を訪問し綿密に取材を重ねて、2014年4月20日に外国人旅行者向けの英語版（The Art Lover's Guide to Japanese Museums）を上梓した。さらに2016年4月26日には日本人へのメッセージや各美術館へのコメントなどを追加した日本版（本作）（山本やよい：訳）が集英社インターナショナルから刊行された。2019年5月7日に第7刷の重版が決定したことが発表された。

## 書誌情報
- ソフィー・リチャード（著）山本やよい（訳）『フランス人がときめいた日本の美術館』、2016年4月26日発売、集英社インターナショナル、ISBN 978-4-7976-7321-0

## テレビ番組
『フランス人がときめいた日本の美術館』のタイトルにおいて、BS11で2018年10月5日 から2019年9月27日 まで放送され、TOKYO MXで2018年10月7日（ - 2019年3月31日：12時 - 12時56分（毎週日曜）、2019年4月18日 - ：20時 - 20時56分（毎週木曜））から2020年1月7日まで放送された。なお、TOKYO MXでは2019年4月18日放送分より番組編成上、毎週日曜から毎週木曜の放送に変更となっている。旅人は週替わりで若手女優や女性タレントが担当していたが、スペシャルの場合は原案者のソフィ・リチャードが出演していた。なお旅人については#放送日程内の「旅人」の欄を参照のこと。語りは椎名桔平。

### 放送日程
※ 所在地の詳細については各美術館のリンクをクリックするか、リンクされていない美術館については各々の美術館を検索の上で参照のこと。
| #  | 放送日         | 放送日         | 美術館                                                    | 所在地                                 | 旅人                 |
| #  | BS11           | TOKYO MX       | 美術館                                                    | 所在地                                 | 旅人                 |
| -- | -------------- | -------------- | --------------------------------------------------------- | -------------------------------------- | -------------------- |
| 01 | 2018年10月05日 | 2018年10月07日 | ポーラ美術館                                              | 神奈川県足柄下郡箱根町                 | 近衛はな             |
| 02 | 10月12日       | 10月14日       | MIHO MUSEUM                                               | 滋賀県甲賀市                           | 藤田可菜             |
| 03 | 10月19日       | 10月21日       | クレマチスの丘                                            | 静岡県駿東郡                           | 藤田可菜             |
| 04 | 10月26日       | 10月28日       | 太田記念美術館                                            | 東京都渋谷区                           | 近衛はな             |
| 05 | 11月02日       | 11月04日       | 豪商の館 田中本家博物館                                   | 長野県須坂市                           | 藤田可菜             |
| 06 | 11月09日       | 11月11日       | 彫刻の森美術館                                            | 神奈川県足柄下郡箱根町                 | 野村麻純             |
| 07 | 11月16日       | 11月18日       | 日本民藝館                                                | 東京都目黒区                           | 野村麻純             |
| 08 | 11月23日       | 11月25日       | 樂美術館                                                  | 京都市上京区                           | 志甫まゆ子           |
| 09 | 11月30日       | 12月02日       | 江戸東京たてもの園                                        | 東京都小金井市                         | 野村麻純             |
| 10 | 12月07日       | 12月09日       | 箱根ラリック美術館                                        | 神奈川県足柄下郡箱根町                 | 松本愛               |
| 11 | 12月14日       | 12月16日       | 金沢21世紀美術館                                          | 石川県金沢市                           | 藤田可菜             |
| 12 | 12月21日       | 12月23日       | 佐川美術館                                                | 滋賀県守山市                           | 松本愛               |
| 13 | 12月28日       | 12月30日       | 三溪園                                                    | 神奈川県横浜市                         | 志甫まゆ子           |
| 14 | 2019年01月04日 | 2019年01月06日 | 旧朝倉邸 三菱一号館美術館                                 | 東京都渋谷区 東京都千代田区            | ソフィー・リチャード |
| 15 | 01月11日       | 01月13日       | 大原美術館                                                | 岡山県倉敷市                           | 松本愛               |
| 16 | 01月18日       | 01月20日       | 三井記念美術館                                            | 東京都中央区                           | 小篠恵奈             |
| 17 | 01月25日       | 01月27日       | 弥生美術館 竹久夢二美術館 山種美術館                      | 東京都文京区 東京都文京区 東京都渋谷区 | 志甫まゆ子           |
| 18 | 02月01日       | 02月03日       | 法隆寺宝物館 （東京国立博物館内）                         | 東京都台東区                           | 野村麻純             |
| 19 | 02月08日       | 02月10日       | 中村キース・ヘリング美術館                                | 山梨県北杜市                           | 野村麻純             |
| 20 | 02月15日       | 02月17日       | 江戸東京博物館                                            | 東京都墨田区                           | 藤田可菜             |
| 21 | 02月22日       | 02月24日       | 朝倉彫塑館                                                | 東京都台東区                           | 藤田可菜             |
| 22 | 03月01日       | 03月03日       | 聖徳記念絵画館                                            | 東京都新宿区                           | 野村麻純             |
| 23 | 03月08日       | 03月10日       | 龍谷ミュージアム                                          | 京都市下京区                           | 野村麻純             |
| 24 | 03月15日       | 03月17日       | 徳川美術館                                                | 愛知県名古屋市                         | 松本愛               |
| 25 | 03月22日       | 03月24日       | 清水三年坂美術館                                          | 京都市東山区                           | 野村麻純             |
| 26 | 03月29日       | 03月31日       | MOA美術館                                                 | 静岡県熱海市                           | 野村麻純             |
| 27 | 04月05日       | 04月18日       | 青森県立美術館                                            | 青森県青森市                           | 志甫まゆ子           |
| 28 | 04月12日       | 05月02日       | 博物館明治村                                              | 愛知県犬山市                           | 野村麻純             |
| 29 | 04月26日       | 05月09日       | 神奈川県立近代美術館                                      | 神奈川県鎌倉市                         | 近衛はな             |
| 30 | 05月03日       | 05月16日       | 植田正治写真美術館                                        | 鳥取県西伯郡                           | 野村麻純             |
| 31 | 05月10日       | 05月23日       | すみだ北斎美術館                                          | 東京都墨田区                           | 近衛はな             |
| 32 | 05月17日       | 05月30日       | 霧島アートの森                                            | 鹿児島県湧水町                         | 野村麻純             |
| 33 | 05月24日       | 06月13日       | 奈義町現代美術館                                          | 岡山県勝田郡                           | 野村麻純             |
| 34 | 05月31日       | 06月20日       | ハラミュージアムアーク 原美術館                           | 群馬県渋川市 東京都品川区              | 野村麻純             |
| 35 | 06月07日       | 06月27日       | 那珂川町馬頭広重美術館                                    | 栃木県那須郡                           | 藤田可菜             |
| 36 | 06月21日       | 07月04日       | 十和田市現代美術館                                        | 青森県十和田市                         | 志甫まゆ子           |
| 37 | 06月28日       | 07月11日       | 東京都庭園美術館 旧久邇宮邸                               | 東京都港区 東京都渋谷区                | ソフィー・リチャード |
| 38 | 07月12日       | 07月18日       | 軽井沢千住博美術館                                        | 長野県北佐久郡                         | 近衛はな             |
| 39 | 07月19日       | 07月25日       | 大分県立美術館                                            | 大分県大分市                           | 藤田可菜             |
| 40 | 07月26日       | 08月01日       | サントリー美術館                                          | 東京都港区                             | 福井セリナ           |
| 41 | 08月02日       | 08月08日       | 豊田市美術館                                              | 愛知県豊田市                           | 野村麻純             |
| 42 | 08月09日       | 08月15日       | 足立美術館                                                | 島根県安来市                           | 近衛はな             |
| 43 | 08月23日       | 08月29日       | 岡田美術館                                                | 神奈川県足柄下郡箱根町                 | 志甫まゆ子           |
| 44 | 08月30日       | 09月05日       | 富山市ガラス美術館                                        | 富山県富山市                           | 近衛はな             |
| 45 | 09月06日       | 09月12日       | 東京国立博物館 黒田記念館 （東京国立博物館内）            | 東京都台東区                           | 野村麻純             |
| 46 | 09月13日       | 09月26日       | ひろしま美術館                                            | 広島市中区                             | 近衛はな             |
| 47 | 09月20日       | 10月01日       | 兵庫陶芸美術館                                            | 兵庫県丹波篠山市                       | 近衛はな             |
| 48 | 09月27日       | 2020年01月07日 | 日本の美術館特別編 ＆未来の美術館「チームラボボーダレス」 | 東京都青梅市 （チームラボボーダレス）  | -                    |

### スタッフ
- 語り：椎名桔平
- オープニング・テーマ：Carole Sarret「Velvet Easter」[5]

（原曲：松任谷由実「ベルベット・イースター」、訳詞：Laurent Stopnicki）
- エンディング・テーマ：Carole Sarret「Aniversaire」[5]

（原曲：松任谷由実「ANNIVERSARY〜無限にCALLING YOU」、訳詞：Laurent Stopnicki、Carole Sarret）
- 構成：新貝典子、田代裕
- イラスト協力：佐伯ゆう子、日テレアート、ヤシマヒデキ
- 撮影：原正美、佐藤洋祐、戸田義久、伊藤寛、松村敏行、高野大樹　他
- ＶＥ：戸田裕士(音声兼務)、井澤賢博　他
- 録音：清水克彦　他
- ＶＶ(編集技術)：池田聡、久野星香、青木可恋 他
- ＭＡ：富永憲一、坂井真一、岩下順、斎藤真央 他
- 音響効果：増子彰、高橋幸輝
- 協力：集英社インターナショナル、タトル・モリ・エイジェンシー
- 制作進行：宮坂博隆
- ＡＤ：菊地優逸、久松澄玲
- 企画：檀 乃歩也
- 総合演出：新井章仁
- ディレクター：志水俊太郎、小野さやか、馬場由利佳、幸野千秋、木村竜太、小林米綾 他
- プロデューサー：長蔦有香(BS11)、岩井徹夫(TOKYO MX)、本木敦子、柚口三奈子、田中志緒理、煙草谷有希子、金山陽一
- 制作協力：ドキュメンタリージャパン(毎週)、CODE/CHORD.Inc(コード)
- 製作著作：BS11、TOKYO MX